# 白衣古鎮古建築群
白衣古鎮古建築群位於四川省巴中市平昌縣，文物遺址年代判定為清。2012年7月16日公佈為第八批四川省文物保護單位。
白衣古鎮古建築群包括：節孝牌坊、吳記當鋪、吳鉦官邸、文昌宮、龍翔寺石刻、棺山圈井、“忠孝廉潔”碑刻共7處文物點。
白衣古鎮古建築群位於平昌縣白衣古鎮。白衣古鎮始建於秦漢時期，方圓十余里，是古柳州遺址。清光緒甲申年（1884）白衣古鎮火焚，重建了規模宏大、氣象非凡的六廟三宮和龐大的吳氏官邸。雄偉的孝節牌坊與魅星點鬥，渾然一體，形成了別具一格的古建築群，雕樑畫棟，格調高雅，文武百官、社會名流廣留墨寶
。